# Ожехово (Мазовецьке воєводство)
Ожехово (пол. Orzechowo) — село в Польщі, у гміні Ясенець Груєцького повіту Мазовецького воєводства.
Населення — 59 осіб (2011).
У 1975-1998 роках село належало до Радомського воєводства.

## Демографія
Демографічна структура станом на 31 березня 2011 року:
|          | Загалом | Допрацездатний вік | Працездатний вік | Постпрацездатний вік |
| -------- | ------- | ------------------ | ---------------- | -------------------- |
| Чоловіки | 28      | 1                  | 24               | 3                    |
| Жінки    | 31      | 4                  | 16               | 11                   |
| Разом    | 59      | 5                  | 40               | 14                   |